# Tereschiwzi
Tereschiwzi (ukrainisch Терешівці; russisch Терешевцы Tereschewzy) ist ein Dorf im Zentrum der ukrainischen Oblast Chmelnyzkyj mit 561 Einwohnern (2015).

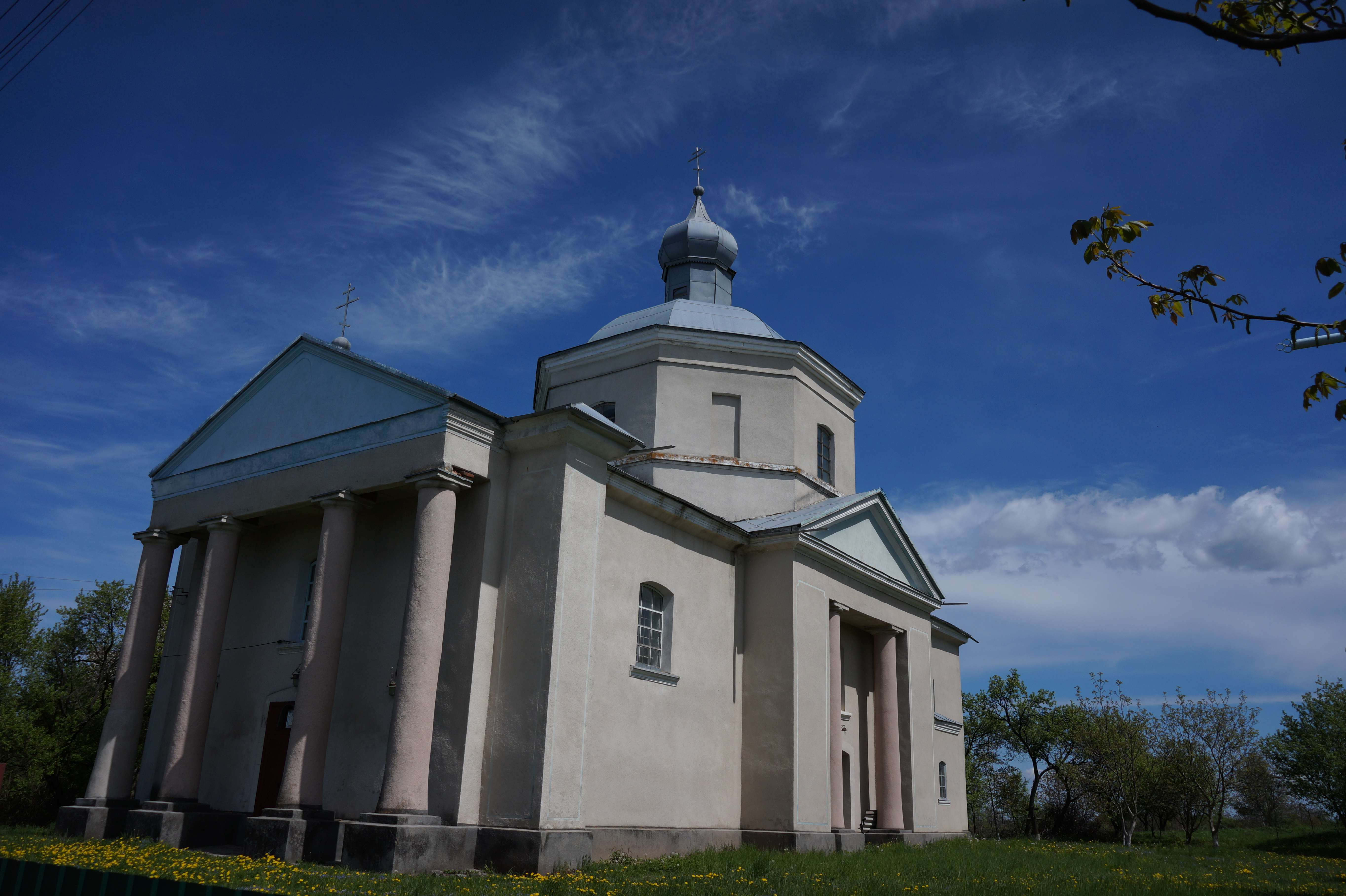
Kirche in Tereschiwzi

2001 besaß das Dorf noch 707 Einwohner.
Die Ortschaft liegt auf einer Höhe von 341 m am Ufer der Schylka (Жилка), einem Nebenfluss des Buschok (Бужок), 18 km östlich vom Gemeindezentrum Lissowi Hryniwzi und 22 km nordöstlich vom Rajon- und Oblastzentrum Chmelnyzkyj.
Am 13. August 2015 wurde das Dorf ein Teil der neugegründeten Landgemeinde Lissowi Hryniwzi, bis dahin bildete es zusammen mit dem Dorf Redwynzi die gleichnamige Landratsgemeinde Tereschiwzi (Терешовецька сільська рада/Tereschowezka silska rada) im Nordosten des Rajons Chmelnyzkyj.